# 루시아 로라 상제니토
루시아 로라 상제니토(이탈리아어: Lucia Laura Sangenito, 1910년 11월 22일 ~ )는 이탈리아의 슈퍼센티네리언으로, 2024년 12월 24일 클라우디아 바카리니가 사망 이후 이탈리아 최고령자가 되었다.
| 이전 클라우디아 바카리니 | 이탈리아 최고령자 2024년 12월 24일~ 현재 | 이후 (생존) |

## 같이 보기
- 최장수인
- 슈퍼센티네리언